# Monasterio de las trinitarias de El Toboso
El monasterio de las Monjas Trinitarias es un Bien de Interés Cultural de España, ubicado en El Toboso (Toledo), fundado por Ángela María de la Concepción, monja trinitaria del monasterio de Medina del Campo, en 1680. En un tiempo de reformas en la Iglesia católica, el monasterio de El Toboso fue el primer monasterio de la nueva rama de Monjas Trinitarias Recoletas. El monasterio es de gran belleza arquitectónica al mismo tiempo que conserva la sobriedad propia de un cenobio. Actualmente las trinitarias de El Toboso se dedican a la vida contemplativa, que enlaza el tiempo de oración y el tiempo de trabajo. La comunidad realiza artesanía en bordado en oro y otros tejidos y recibe huéspedes en su hospedería.

## Historia
Es fundado en el siglo XVII por Ángela María de la Concepción con la ayuda del Padre Olivera, trinitario. La prematura muerte de la fundadora con tan solo 41 años impide la expansión de esta nueva rama de Monjas Trinitarias Recoletas, que hasta el siglo XIX no verán hecha realidad la expansión con nuevas fundaciones. El monasterio es edificado para las monjas que lo han habitado desde entonces ininterrumpidamente, excepto algunos años en el transcurso de la guerra civil española. En sus más de tres siglos de existencia la comunidad ha pasado por los diferentes avatares de la Historia. La invasión napoleónica y la desamortización son duros golpes para la comunidad que la sumergen en una importante pobreza al perder tierras, viñas o casas de labranza. En 1860 se realiza la fundación del segundo monasterio de Monjas Trinitarias Recoletas que se hará en Suesa, Cantabria, impulsada por la Madre Cruz, monja de El Toboso nacida en Santander. Sale de El Toboso junto con otras cuatro hermanas para la nueva fundación en mayo de 1860. 
Desde 1936 a 1939 la comunidad es exclaustrada con motivo de la guerra civil española. El edificio sufre grandes destrozos, especialmente la iglesia que se comienza a restaurar en la posguerra. Tras el Concilio Vaticano II las Monjas Trinitarias se unen en una sola rama siguiendo la invitación del mismo. De esta forma las tres ramas, a saber, calzadas, descalzas y recoletas, pasan a formar una sola orden con el mismo hábito y cruz.
Fue declarado Bien de Interés Cultural, en la categoría de monumento, el 2 de marzo de 1993, mediante un decreto publicado el día 31 de ese mismo mes en el Diario Oficial de Castilla-La Mancha (DOCM).

## Arquitectura
El edificio es de estilo herreriano e impresiona por su sencillez. Es sobrio y solemne a la vez. Es de planta rectangular con dos alturas y un semisótano y con dos torres en la fachada principal, en la que se pueden observar dos escudos en piedra. Uno de estos escudos está sobre la puerta principal y el segundo bajo la esbelta espadaña. En la otra fachada está la puerta de acceso a la iglesia, de construcción más sencilla. Ambas fachadas son de sillería y en ellas se observan ventanas rectangulares enrejadas.  El edificio posee un patio central en torno al cual gira el claustro cerrado cuadrangular. En las galerías del claustro hubo una decoración al temple que hoy se puede observar con facilidad. La iglesia de una sola nave con capillas laterales conserva un lienzo pintado por Felipe de Castro (portugués), discípulo de Claudio  Coello (pintor de cámara de Carlos IV, en el siglo XVII). En él está simbolizado el Carisma y Espiritualidad de la  Orden Trinitaria.

## Museo

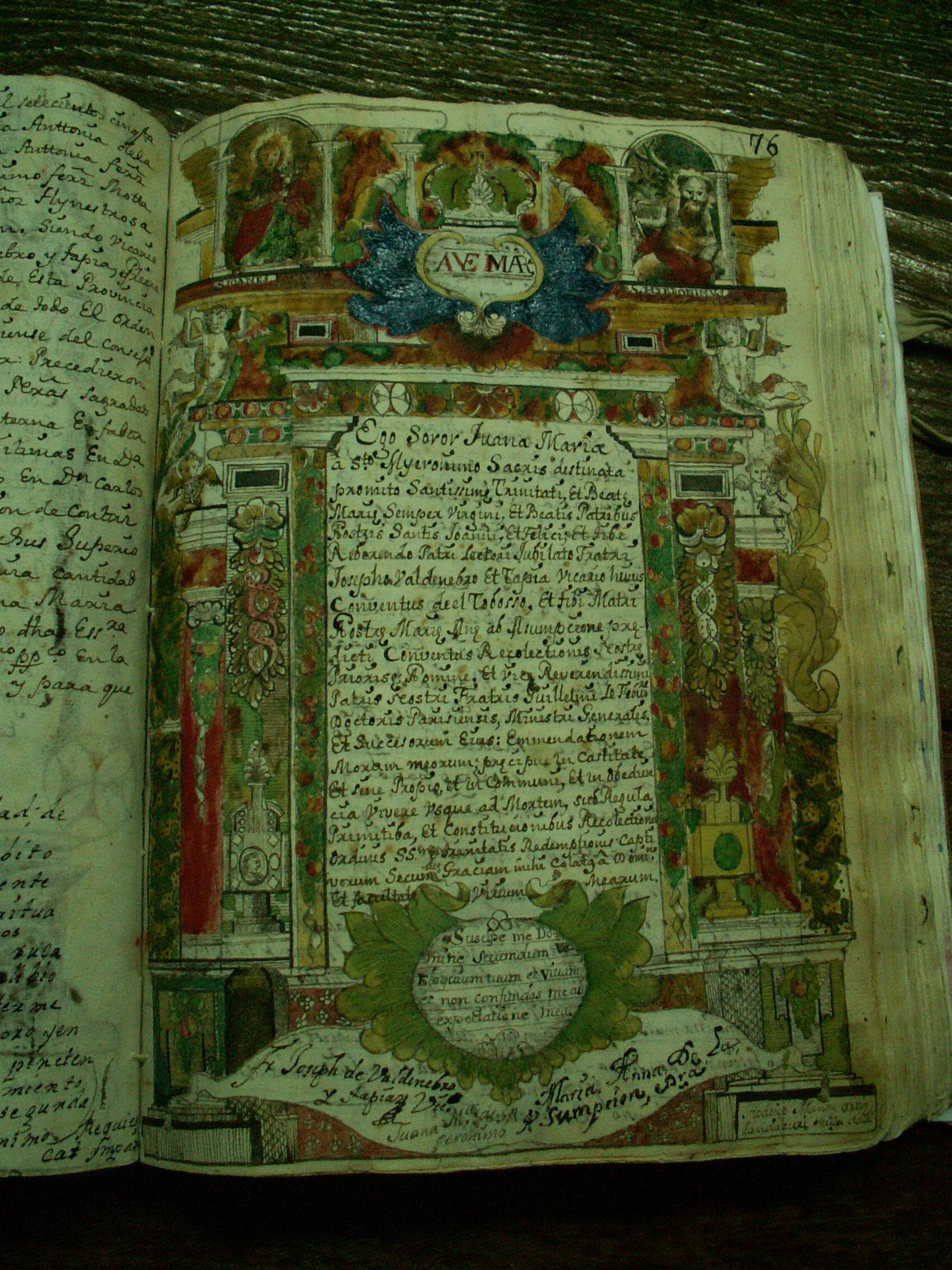
Libro de Profesiones de las religiosas del monasterio

En el complejo del monasterio se encuentra un museo que posee piezas de orfebrería, ornamentos, lienzos y tallas del siglo XVII y Cantorales del siglo XVI.